# Lino Troisi
Lino Troisi (Maddaloni, 4 maggio 1932 – Roma, 4 maggio 1998) è stato un attore e doppiatore italiano.

## Biografia
Iniziò a lavorare per il cinema come caratterista negli anni sessanta. Degna di rilievo la sua interpretazione nel film La città gioca d'azzardo (1975) di Sergio Martino. Lavorò poi con Massimo Troisi (con cui, a dispetto del cognome, non aveva nessun legame di parentela) nel film Ricomincio da tre (1981), interpretando Ugo, il padre del protagonista Gaetano (interpretato da Troisi stesso). Due anni dopo fece parte del cast del film Il ras del quartiere.
Fu diretto da Giuseppe Ferrara nel film Cento giorni a Palermo (1984), dove recitò nel ruolo di Pio La Torre. Apparve poi in Il camorrista (1986), film d'esordio alla regia di Giuseppe Tornatore, nella parte di un boss della camorra.  
Non trascurabile l'attività televisiva: da ricordare il Nibbio dello sceneggiato I promessi sposi, con regia di Sandro Bolchi (1967). Lavorò per molti anni al doppiaggio del telefilm poliziesco Kojak, prestando la voce a Telly Savalas. Nel settore dell'animazione televisiva doppiò Ugo Lupo, protagonista del cartone animato omonimo, e il Dottor Inferno in Mazinga Z.
Notevole anche il suo impegno teatrale, fin dagli anni sessanta, in particolare il sodalizio con il commediografo Mario Moretti, al Teatro di Tordinona e al Teatro in Trastevere. Fu protagonista di Processo a Giordano Bruno, con la regia di Jose Quaglio. Negli anni ottanta e novanta, Troisi lavorò anche al Piccolo teatro di Milano, sotto la direzione di Giorgio Strehler.
Malato di cancro, morì a Roma il 4 maggio 1998, giorno del suo 66º compleanno.

## Filmografia

### Cinema

Lino Troisi in Ricomincio da tre (1981)

- Giorno per giorno, disperatamente, regia di Alfredo Giannetti (1961)
- Tony Arzenta (Big Guns), regia di Duccio Tessari (1973)
- Fatti di gente perbene, regia di Mauro Bolognini (1974)
- La città gioca d'azzardo, regia di Sergio Martino (1975)
- Ricomincio da tre, regia di Massimo Troisi (1981)
- Miele di donna, regia di Gianfranco Angelucci (1981)
- Sciopèn, regia di Luciano Odorisio (1982)
- Il ras del quartiere, regia di Carlo Vanzina (1983)
- Cento giorni a Palermo, regia di Giuseppe Ferrara (1984)
- La ballata di Eva, regia di Francesco Longo (1986)
- Il camorrista, regia di Giuseppe Tornatore (1986)
- Ternosecco, regia di Giancarlo Giannini (1986)
- Disamistade - Inimicizia, regia di Gianfranco Cabiddu (1989)
- Banditi, regia di Stefano Mignucci (1995)
- Il sindaco, regia di Ugo Fabrizio Giordani (1996)

### Televisione
- Giovanna di Lorena, regia di Mario Ferrero (1959)
- Il fiore sotto gli occhi, di Fausto Maria Martini, regia di Alessandro Brissoni (1965)
- I fiordalisi d'oro, di Giovacchino Forzano, regia di Leonardo Cortese (1965)
- I fratelli Castiglioni, di Alberto Colantuoni, regia di Gianfranco Bettetini (1965)
- Savina, di Marco Mattolini, regia di Sergio Velitti (1966)
- Oblomov, di Ivan Aleksandrovič Gončarov, regia di Claudio Fino (1966)
- I promessi sposi, di Alessandro Manzoni, regia di Sandro Bolchi (1967)
- La sconfitta di Trotsky, regia di Marco Leto (1967)
- La regina e gli insorti, (1967)

- La donna di quadri, regia di Leonardo Cortese (1968) – miniserie TV
- Le inchieste del commissario Maigret, episodio Il cadavere scomparso (1968) – serie TV
- Da Caporetto a Vittorio Veneto (parte 1 e 2), regia di Alberto Caldana (1968) – documentario
- L'allodola di Jean Anouilh, regia di Vittorio Cottafavi (1973)
- Roma rivuole Cesare, regia di Miklós Jancsó (1974)
- La mossa del cavallo, 5º episodio, regia di Giacomo Colli (1977)
- Storie della camorra, regia di Paolo Gazzara (1978)
- Il povero soldato, regia di Mario Morini (1978) – miniserie TV
- La donna in bianco (1980)

- L'indizio - 5 inchieste per un commissario, regia di Andrea Camilleri (1982)
- Una donna a Venezia, regia di Sandro Bolchi – miniserie TV (1986)
- Il commissario Corso (1991)

## Doppiaggio

### Cinema
- R.G. Armstrong in La macchina nera
- Paul Benjamin in Fuga da Alcatraz
- Sid Caesar in Grease (Brillantina)
- Rex Everhart in Venerdì 13
- Peter MacLean in I carnivori venuti dalla savana
- Lee Marvin in Caccia selvaggia
- Robert Ryan in Neve rossa (ridoppiaggio)
- Telly Savalas in Border Crossing
- John Schuck in Una fortuna sfacciata
- Robert Stephens in I duellanti
- Voce di Proteus in Generazione Proteus
- Voce di Zeus in Xanadu

### Animazione
- Ugo Lupo in Ugo Lupo
- Dottor Inferno in Mazinga Z
- Capitano Hakab in Sampei
- Tetsugoro Iwata in Pat, la ragazza del baseball
- Conciatore in L'asinello

### Televisione
- Tom Bosley in Happy Days (1ª voce)
- Telly Savalas in Kojak
- Jim Davis in Dallas
- Marvin Kaplan in Alice
- Jason Bernard e Parley Baer in Flash